# Farní sbor Českobratrské církve evangelické v Huslenkách
Farní sbor Českobratrské církve evangelické v Huslenkách je sborem Českobratrské církve evangelické v Huslenkách. Sbor spadá pod Východomoravský seniorát.
Farářem sboru je Jiří Palán, kurátorem sboru Jiří Sívek.

## Faráři sboru
- Gustav Adolf Říčan (1895-1897 vikář, 1897-1933 farář)
- Václav Matoulek (1934-1936 vikář, 1936-1950 farář)
- Josef Kovář (1939-1942 diakon pro Hovězí)
- Jaroslav B. Staněk (1951-1952 diakon, 1952-1954 vojenská služba, 1954-1977 farář)
- Miloslav Gregar (1979–2006)
- Jiří Palán (2006–)